# Blahoslavův dům
Blahoslavův dům je duchovní centrum českobratrské církve evangelické s kostelem v brněnské čtvrti Veveří, v Lidické ulici čo. 79.

## Historie
Po vzniku Československa v roce 1918 odešli brněnští čeští věřící z německého sboru při Červeném kostele ke sboru při Betlémském kostele, kde výrazně narostl počet členů. Pro vyřešení kapacitních problémů zakoupila církev za 380 tisíc korun na začátku roku 1924 dům v dnešní Lidické ulici, který měl být i sociálním střediskem pro věřící z venkovských sborů, kteří do Brna přijeli za prací nebo studiem. Budova v uliční čáře nemohla být zbořena, proto bylo přistoupeno k její adaptaci a stavbě nového objektu v zahradě, kde vznikl kostel s velkým sálem pro bohoslužby a několika menšími sály a místnostmi. Celkové náklady na stavbu a zařízení dosáhly 420 tisíc korun. Dům, který se stal centrem českých evangelíků v Brně, byl pojmenován podle Jana Blahoslava. V 50. letech 20. století byl brněnský sbor rozdělen a v kostele Blahoslavova domu, jenž v roce 1992 získal nové varhany, působí od té doby farní sbor Brno II.